# The Electrification of the Soviet Union
The Electrification of the Soviet Union (deutscher Titel: Die Elektrifizierung der Sowjetunion) ist eine Oper in zwei Akten des englischen Komponisten Nigel Osborne. Das Libretto verfasste der britische Autor Craig Raine nach dem Roman Der letzte Sommer und dem Gedicht Spektorskij von Boris Pasternak. Die deutsche Übersetzung stammt von Friedrich Spangemacher.

## Werkgeschichte
Die Uraufführung erfolgte am 5. Oktober 1987 im Operntheater der Glyndebourne Festival Opera in einer Inszenierung von Peter Sellars. Die musikalische Leitung hatte Elgar Howarth. Es sangen Omar Ebrahim (Boris Pasternak), Elizabeth Laurence (Anna Arild) und Anna Steiger (Saschka) sowie Eirian Davies, Linda Hirst, Henry Herford, Jonathan Veira, Philip O’Reilly und Wout Oosterkamp.
1988 fand die deutsche Erstaufführung, aufgeführt von den Wuppertaler Bühnen, im Opernhaus Wuppertal statt.

## Orchester
Die Orchesterbesetzung der Oper umfasst die folgenden Instrumente:
- Holzbläser: zwei Flöten (1. auch Piccolo, 2. auch Altflöte), zwei Oboen (2. auch Englischhorn), zwei Klarinetten (2. auch Bassklarinette), zwei Fagotte (2. auch Kontrafagott)
- Blechbläser: drei Hörner, zwei Trompeten, zwei Posaunen, Tuba
- Schlagzeug (zwei Spieler)
- Harfe
- Klavier
- Streicher: sechs Violinen 1, sechs Violinen 2, vier Bratschen, fünf Violoncelli, drei Kontrabässe
- Tonband